# 第聶伯羅夫卡 (沃佳內市鎮)
第聂伯罗夫卡（烏克蘭語：Дніпровка）是烏克蘭東南部扎波羅熱州瓦西里夫卡區沃佳内市镇内的村落。始建於1787年，面積15平方公里，2001年人口4,017，人口密度每平方公里267.8人。